# یواس‌اس بلوبرد (ای‌ام‌اس-۱۲۱)
یواس‌اس بلوبرد (ای‌ام‌اس-۱۲۱) (به انگلیسی: USS Bluebird (AMS-121)) یک کشتی بود که طول آن ۱۴۴ فوت ۳ اینچ (۴۳٫۹۷ متر) بود. این کشتی در سال ۱۹۵۳ ساخته شد.